# 島根県道266号大野魚瀬恵曇線
島根県道266号大野魚瀬恵曇線（しまねけんどう266ごう おおのおのぜえともせん）は、島根県松江市を通る一般県道である。

## 概要
松江市大野町から松江市鹿島町武代に至る。

### 路線データ
- 起点：松江市大野町（国道431号交点）
- 終点：松江市鹿島町武代（島根県道37号松江鹿島美保関線交点）
- 通行不能区間：松江市秋鹿（あいか）町 - 松江市鹿島町古浦

## 歴史
- 1974年（昭和49年）6月28日 - 島根県告示第377号により認定される。

認定当時の県道番号は323だったが、1977年（昭和52年）3月11日島根県告示第185号で島根県道323号上阿井八川線（1982年（昭和57年）に主要地方道に昇格して島根県道49号上阿井八川線になる）が認定されており、時期は不明だがわずか数年で現行路線番号に変更されている。
- 2005年（平成17年）3月31日 - 松江市と東出雲町を除く八束郡の町村が対等合併して改めて松江市が設置されたことにより全区間が松江市域を通る路線になった。

## 路線状況
本路線の通行不能区間と並行して島根半島北岸に沿って通る松江市道（林道横手線）が通じている。

### 道路施設

#### 橋梁
- 湊橋（佐陀川、松江市）

#### トンネル
- 魚瀬トンネル：延長622 ｍ、2012年（平成24年）竣工[1]、松江市

## 地理

### 通過する自治体
- 島根県
  - 松江市

### 交差する道路
| 交差する道路                                     | 交差する場所 | 交差する場所 |
| ------------------------------------------------ | ------------ | ------------ |
| 国道431号 島根県道352号宍道湖湖北自転車道線 重複 | 大野町       | 起点         |
| 島根県道37号松江鹿島美保関線                     | 鹿島町武代   | 終点         |

### 交差する鉄道
- 一畑電車北松江線

### 沿線
- 一畑電車北松江線 津ノ森駅
- 松江総合医療専門学校
- 松江市立大野小学校
- 恵曇漁港
- 古浦海水浴場